# إدوارد بايرز
إدوارد بايرز (بالإنجليزية: Edward Byers)‏ هو ضابط أمريكي، ولد في 4 أغسطس 1979 في توليدو في الولايات المتحدة.